# Jean-Marie Jumel
Pour les articles homonymes, voir Jumel (homonymie).
Jean Marie Jumel, né le 2 août 1772 à Lyon (Rhône), mort le 3 avril 1825 à Landerneau (Finistère), est un général français de la Révolution et de l’Empire.

## États de service
Il entre en service le 2 août 1792, dans le 5e bataillon de volontaires de Rhône-et-Loire. Il passe lieutenant le 11 août 1792, puis quartier-maitre trésorier le 11 septembre suivant. Affecté à l’armée du Nord, il est mis aux arrêts le 5 mai 1793, par le général Richardot pour avoir pris part, avec une compagnie de son bataillon, à une attaque à Roosbrugge et d’avoir ainsi quitté son poste de trésorier. Néanmoins, en considération de son ardeur au combat, on lui permet de bientôt de prendre part aux engagements de son unité, et il est nommé capitaine provisoire en juillet 1793.
Le 18 août 1794, il passe à la 22e demi-brigade d’infanterie de ligne, et il obtient le grade de capitaine en premier le 24 avril 1796. Il fait les campagnes de 1792 à 1798 à l’armée du Nord et à l’armée d’Allemagne, celle de 1799, à l’armée de Batavie, puis en 1800, il combat avec les troupes gallo-bataves dans le Nord de la Hollande. Il se distingue à la bataille du pont du Loc'h le 25 janvier 1800.
Affecté à l’armée d’Italie, il est au passage du col du Grand-Saint-Bernard en mai 1800, ainsi qu’à celui de Chiusella le 20 mai. Il se fait remarquer à l’attaque et à la prise d’Ivrée le 22 mai, quand à la tête de 4 compagnies il s’empare du fort qui domine la ville, et se saisit de 16 pièces de canon. Le 9 juin 1800, à la bataille de Montebello, il poursuit l’ennemi accompagné seulement de quelques soldats, et fait 35 Autrichiens prisonniers de guerre. Le 14 juin, à la bataille de Marengo, il prend le commandement d’un bataillon et se trouvant en avant du ruisseau et du village de Marengo, il s’empare de 3 pièces de canon, et repousse de concert avec 2 bataillons du 40e régiment d’infanterie de ligne plusieurs charges de la cavalerie autrichienne. Il est nommé chef de bataillon le 28 juillet 1800. Le 19 décembre 1800, il s’empare d’un convoi considérable de grains que l’ennemi a rassemblé à Lonigo, mettant en fuite un bataillon autrichien chargé de sa garde, et il est cité honorablement par le général Oudinot, alors chef d’état-major de l’armée d’Italie.
Le 16 août 1802, il passe au commandement du 2e bataillon d’expédition destiné à Saint-Domingue. Le 19 février 1803, après que les insurgés se soit emparés du fort Belair, de l’une des portes du Cap-Français et de tous les postes extérieurs qui dominent la ville, il prend la tête d’une petite colonne et réussit à reprendre l’habitation d’Estaing dont les Noirs commencent à incendier des cases. Il poursuit l’ennemi jusqu’au-delà du Gros-Morne, et le 9 avril suivant il est nommé commandant d’armes à Saint-Marc. Le 21 mai 1802, il prend le commandement de Cayes-Saint-Louis, jusqu’à la reddition de cette place le 17 novembre.
De retour en France le 14 septembre 1804, il est nommé commandant du 4e bataillon colonial le 9 septembre 1805. Le 27 septembre 1806, il devient major du 1er régiment de marine et des ouvriers de Brest, et le 6 septembre 1808, il passe dans le 4e régiment d’infanterie de ligne. Il est fait chevalier de la Légion d’honneur le 7 mai 1810, et il est promu général de brigade le 25 novembre suivant. Le 2 décembre 1810, il s’embarque sur la frégate « la Nymphe » pour l’île de Java, pour prendre le commandement des troupes stationnées dans cette colonie hollandaise, et il débarque le 27 avril 1811. Il se met aussitôt à la fortification du camp de Meester Cornelis (de) (aujourd'hui Jatinegara), mais les Anglais ayant débarqué 1 400 hommes et 112 bouches à feu à Batavia, il est fait prisonnier après que le gouverneur Janssens a été contraint de capituler le 18 septembre 1811.
De retour en France le 2 mai 1814, il est employé à l’inspection générale de l’infanterie dans la 5e division militaire le 10 janvier 1815, et il est fait chevalier de Saint-Louis. Pendant les Cent-Jours, au mois d’avril, il passe au commandement du département du Haut-Rhin et le 20 juin 1815, il commande une brigade de la division du général Grandjean dans le 5e corps de l’armée du Rhin. Le 1er décembre 1815, il est mis en non activité, et le 1er janvier 1819, il est porté sur le tableau des Maréchaux de camp disponibles. Il est promu officier de la Légion d’honneur le 18 mai 1820.
Il meurt le 3 avril 1825 à Landerneau.

## Sources
- (en) « Generals Who Served in the French Army during the Period 1789 - 1814: Eberle to Exelmans »
- Thierry Pouliquen, « Les généraux français et étrangers ayant servis [sic] dans la Grande Armée » (consulté le 6 février 2014)
- « Cote LH/1390/34 », base Léonore, ministère français de la Culture
- Baptiste-Pierre Courcelles, Dictionnaire historique et biographique des généraux français : depuis le onzième siècle jusqu'en 1822, vol.7, l’Auteur, 1822, 506 p. (lire en ligne), p. 67.
- (pl) « Napoléon.org.pl »